# 산엑스
산엑스(San-X)는 일본의 캐릭터 기업이다. 대표적인 캐릭터로 리락쿠마, 센티멘탈 서커스 등이 있다.
1932년 4월, 선대 사장이 '치다 핸들러(Chida Handler)'라는 이름으로 개인 영업을 시작했다. 9년 뒤인 1941년, 유한회사로 개편한 후 1957년 전국에 대리점, 특약점 등을 설치하고 전국 판매망을 완성시켰다. 그 후, 1973년 산엑스(San-X)로 회사 명칭을 바꾼다.
주요 업무로는 오리지날 캐릭터 개발 및 오리지널 디자인에 의한 생활 용품, 문구, 잡화 등의 제조이며 판매 캐릭터 디자인의 라이선스까지 담당하고 있다.

## 연혁
- 1932년: 선대 사장이 개인 영업 ‘치다 핸들러’ 창업

- 1939년: 영업의 신전에 따른 현재지의 칸다 다 마치 2-4로 이전

- 1941년: 개인 영업에서 유한 회사에 개편

- 1957년: 전국에 대리점, 특약점 등을 설치하고 전국 판매망을 완성

- 1970년: 사이타마현 고시가야 시에 새 공장을 건설

- 1973년: 본사 건물 준공/주식회사 ‘치다 핸들러’의 사명을 ‘산엑스 주식회사로 바꿈

- 1984년: 치다 마사오 사장에 취임 /‘펜슬 클럽’ 데뷔

- 1986년: 사이타마 현 고시가야 시에 물류 센터 준공

- 1992년: 창업 60주년

- 2000년: ‘냥냥냥코’ 데뷔

- 2002년: 창업 70주년

- 2003년: ‘리락쿠마’데뷔

- 2004년: 캐릭터 사업부 개설과 동시에 라이선스 사업을 본격화

- 2005년: ‘마메고마’ 데뷔

- 2008년: 리락쿠마 스토어 1호점이 오사카 우메다에 오픈

- 2009년: 리락쿠마 스토어 도쿄역점 오픈

- 2010년: ‘감상적 서커스’ 데뷔/리락쿠마 스토어 후쿠오카 파르코점 오픈

- 2011년: 리락쿠마 스토어 삿포로점 오픈

- 2012년: 창업 80주년 / ‘스밋코구라시'데뷔 / 리락쿠마 스토어 도쿄 스카이트리 타운 소라마치점, 하라 쥬크점, 센다이점 오픈

- 2013년: 리락쿠마 10주년.

- 2014년: 리락쿠마 스토어 고베점 오픈

- 2015년: 스밋코구라시 3주년

## 부서 소개
제작본부
- 디자인실: 산엑스의 디자인과 캐릭터가 만들어지는 곳이다.

- 상품 기획실: 캐릭터의 계획과 상품 기획을 담당하는 플래너 그룹과 생산 공정을 관리하는 생산 그룹, 카탈로그를 제작하는 카탈로그 그룹으로 나뉘어 있다.

캐릭터 산업부
산엑스의 캐릭터 디자인을 사용한 상품화 및 캠페인 등의 사용 등 국내는 물론 전세계 법인에 산엑스 캐릭터의 라이선스 업무를 담당하고 있다.

영업 본부
- 영업부: 국내외 도매·대리점을 통해 각지의 캐릭터 숍 등에 산엑스 브랜드의 제품을 판매하고 있다.

- 해외부: 산엑스 상품의 해외 판매를 담당하고 있다. 주요 수출국은 대만 · 홍콩 · 싱가포르 · 미국 등이다.

- 물류센터: 자사 기존 제품을 관리하고 전국의 거래처에 납품 및 배송하고 있다.

관리본부
- 경리부: 수표 등의 입금 업무와 급여를 계산을 하고 시산표 만들기나 자금사정 등을 관리한다.

- 전산실: 매출 및 재고 관리, 새로운 프로그램의 작성 및 등록 등 정보 처리 및 데이터의 제공을 실시하고 있다.

- 총무부: 인재 육성 · 인사 · 복리후생 등 직원들이 편안하게 일할 수 있는 직장 만들기를 실시한다.

## 제작 캐릭터
| 캐릭터 이름               | 출시년도 | 특징 |
| ------------------------- | -------- | --- |
| 리락쿠마(Rilakkuma)       | 2003년   | 곰인형 좋아하는 음식: 경단, 핫케이크, 오므라이스, 푸딩 싫어하는 것: 여름                                                                                          |
| 마메고마                  | 2005년   | 작은 바다표범 좋아하는 음식: 완두콩 몸길이: 12cm 체중: 200g |
| 쿠츠시타 냥코             | 2007년   | 양말을 신은 고양이 양말 안에 소중한 물건이나 잃어버린 물건을 넣어서 가져다 줌                                                                                     |
| 타레 팬더                 | 1998년   | 자이언트 팬더 좋아하는 음식: 일본식 화과자 성격: 느릿느릿하고 굼뜨며 천하태평한 성격, 굴러다니기를 좋아함                                                         |
| 코리락쿠마                | 2004년   | 하얀 곰인형 좋아하는 음식: 사과, 체리, 딸기 싫어하는 것: 유령, 번개                                                                                               |
| 카모노하시카모            | 2005년   | 오리너구리 좋아하는 음식: 멜론빵 특기: 뭐든지 한 입에 넣기 성격: 우유부단, 애매모호                                                                               |
| 키이로이토리              | 2004년   | 노란 새 좋아하는 것: 청소와 저금 싫어하는 것: 개 |
| 차이로이코구마            | 2016년   | 아기 반달가슴곰 벌꿀의 숲에 사는 코리락쿠마의 친구. 복슬복슬한 가슴털을 가지고 있다. 발바닥에는 곰모양 젤리, 엉덩이에는 꿀이 묻어 있다. 좋아하는 음식: 벌꿀, 생선 |
| 코게빵                    | 2000년   | 팥앙금빵이지만 불에 타서 시커멓게 탐 소원: 예쁜 빵들처럼 엘리트 팥빵이 되는 것 성격: 우울하고 무기력함                                                            |
| 샷포                      | 2010년   | 센티멘탈 서커스의 단장인 토끼 |
| 토토                      | 2010년   | 센티멘탈 서커스의 일원으로 저글링을 담당 샷포가 천조각으로 만든 인형                                                                                              |
| 쿠로                      | 2010년   | 센티멘탈 서커스의 일원으로 공타기를 담당하는 고양이 좋아하는 것: 둥근 것 성격: 어른스러움                                                                         |
| Mr. 베어                  | 2010년   | 센티멘탈 서커스의 일원으로 자전거 타기를 담당하는 곰 성격: 자기주장이 강함                                                                                        |
| 포니                      | 2010년   | 센티멘탈 서커스의 일원으로 허들 넘기를 담당하는 목마 성격: 뭐든 열심히 함 고민: 다리가 짧은 것                                                                    |
| 츠기노히케로리            | 2006년   | 개구리 평소에는 하얀 색이나 기분이 안 좋을 때는 초록색 |
| 키레이즈킨                | 2011년   | 미국 너구리 빨간색 도트무늬 두건을 머리에 두르고 있음 좋아하는 것: 청소                                                                                           |
| 모노코로 부(MonokoRo Boo) | 2005년   | 검은색 돼지와 하얀색 돼지 의미: 복잡한 생각을 흑, 백처럼 간단하게 생각해 행복을 누리자                                                                            |
| 부르부르 도그             | 2001년   | 좋아하는 음식: 딸기맛 젤리 싫어하는 것: 무당벌레 성격: 울보 |

스밋코구라시 시리즈
의미: 구석에 있는 캐릭터 친구들을 부르는 말 / 도시화가 진행되는 세상에서 자신을 '혼자'라고 생각하는 사람들을 위해 '우리는 혼자가 아니라 함께다'라는 메시지를 주기 위해 만들어짐
| 캐릭터 이름      | 캐릭터 소개                                                                      | 특징                                                                          |
| ---------------- | -------------------------------------------------------------------------------- | ----------------------------------------------------------------------------- |
| 시로쿠마         | 북쪽에서 도망쳐 온 추위를 많이 타는 곰, 구석에서 따뜻한 차 마시길 좋아함         | 특기: 그림 그리기 성격: 낯가림이 심함 취미: 차 마시기                         |
| 펭귄?            | 자신이 펭귄이라는 것에 자신이 없고 예전에는 머리에 접시가 있었음                 | 좋아하는 음식: 오이 취미: 음악 감상, 독서 적: 게임(인형뽑기의 집게)           |
| 돈가스           | 돈가스 남은 조각으로 고기 1%, 지방 99%로 기름져서 남겨짐                         | 트라우마: 남겨지는 것을 싫어함 성격: 우울함                                   |
| 네코             | 부끄러움을 잘 타는 고양이, 마음이 약하고 자주 벽구석을 긁음                      | 성격: 겸허함, 소심함 좋아하는 음식: 고양이 캔, 물고기, 고양이 풀              |
| 토카게           | 사실 살아남은 공룡이지만 잡혀가기 싫어서 도마뱀인척 하고 있음                    | 특기: 수영 좋아하는 음식: 물고기                                              |
| 야마             | 후지산을 동경하는 작은 산, 간혹 온천에 나타나서 후지산 행세를 함                 | 온천에 들어가면 빨갛게 익음 등산 가능함                                       |
| 타피오카         | 밀크티 아래에 빨아들이기 힘들어 남겨진 아이들                                    | 좋아하는 것: 낙서                                                             |
| 오바케           | 다락방 구석에서 살고 있는 유령, 겁주기 싫어서 조용히 살고 있음                   | 좋아하는 것: 청소, 재밌는 것                                                  |
| 호코리           | 구석에 잘 모이는 먼지                                                            | 약한 것: 물 성격: 덜렁쇠 같음, 항상 웃고 있음 분열하면 작아지고 집합하면 커짐 |
| 모구라           | 두더지, 지하 구석에 살고 있다가 땅 위가 떠들썩해 궁금해서 처음으로 지상에 올라옴 | 좋아하는 것: 빨간 장화                                                        |
| 니세츠무리       | 달팽이를 동경해 가짜 껍질을 뒤집어 쓴 민달팽이                                   | 성격: 사과를 바로 함 제일 친한 친구: 토카게                                   |
| 에비후라이노싯뽀 | 꼬리가 딱딱해 남겨진 새우튀김                                                    | 제일 친한 친구: 돈카츠                                                        |
| 후로시키         | 시로쿠마의 짐보따리                                                              | 사용용도: 자리 잡을 때나 추울 때 이불로 사용 제일 친한 친구: 시로쿠마         |
| 스즈메           | 그냥 참새임, 돈카츠가 좋아서 쪼으러 다님                                         | 좋아하는 것: 돈카츠의 튀김옷                                                  |
| 잣소             | 언젠가 꽃집의 꽃다발이 되고 싶다는 꿈을 가진 풀                                  | 성격: 긍정적, 사교성이 좋음 제일 친한 친구: 네코                              |

## 영업소
| 본사            | 〒101-0046 도쿄도 치요다 구 칸다 다 마치 2-4                                           | 03 (3256) 7621 |
| 영업 본부       | 〒343-0822 사이타마 현 고시가야 시 서쪽 2610                                           | 048 (987) 7291 |
| 도쿄 영업소     | 〒343-0822 사이타마 현 고시가야 시 서쪽 2610                                           | 048 (987) 7291 |
| 해외 부         | 〒343-0822 사이타마 현 고시가야시 서쪽 2610                                            | 048 (987) 7291 |
| 둘째 영업부     | 〒343-0851 사이타마 현 고시가야 시 시치자 마치 7-231                                   | 048 (963) 3021 |
| 삿포로 영업소   | 〒062-0933 훗카이도 삿포로시 토요히라 구 히라 기시 3조 5-4-17                          | 011 (799) 0676 |
| 센다이 영업소   | 〒981-0933 미야기 현 센다이시 아오바 구 카시와기 2-4-28 뷰러 카시와기 1F               | 022 (343) 6506 |
| 나고야 영업소   | 〒454-0912 아이치 현 나고야시 나카가와 구 노다 1-160                                   | 052 (362) 1703 |
| 오사카 영업소   | 〒577-0012 오사카부 히가시오사카시 나가타 히가시 3-2-12                                | 06 (6744) 1040 |
| 히로시마 영업소 | 〒733-0822 히로시마 현 히로시마시 니 시구庚午中3-7-2                                   | 082 (507) 9025 |
| 후쿠오카 영업소 | 〒812-0016 후쿠오카 현 후쿠오카 시 하카타 구 하카타 역 남쪽 6-16-28 소루몬테 하카타 1F | 092 (473) 7970 |
| 물류 센터       | 〒 343-0822 사이타마 현 고시 가야시 서쪽 2610                                          | 048 (987) 7091 |
| 수주 센터       | 〒 343-0822 사이타마 현 고시 가야시 서쪽 2610                                          | 048 (987) 7291 |

## 캐릭터 상품
산엑스(San-X)의 인터넷 쇼핑몰 및 일본 각지 산엑스 영업소에서 판매 중
상품 종류: 인형, 가방, 파우치, 지갑, 인테리어, 가전, 주방 잡화, 문구 등

외부와 콜라보
1. 2018년 리락쿠마와 KEIKYU열차 콜라보(리락쿠마 15주년)
2. 2018년 스밋코구라시와 유니클로 콜라보
3. 2018년 코로코로코로냐와 타워레코드 콜라보
4. 2018년 리락쿠마와 게이큐 콜라보
5. 2018년 리락쿠마와 카렐차펙 콜라보
6. 2017년 스밋코구라시와 도쿄 JR 야마노 라인 콜라보
7. 2016년 리락쿠마와 오사카 여행 한큐패스 콜라보
8. 2016년 리락쿠마와 타워레코드 콜라보
9. 2015년 리락쿠마와 한큐 전철 콜라보
10. 2013년 리락쿠마와 야마노테선 콜라보